# Pomponio Cecci
 Pomponio Cecci, ou Ceci (né à Rome, alors la capitale des États pontificaux, et mort à Rome le 4 août 1542) est un cardinal italien du XVIe siècle.

## Repères biographiques
Pomponio Cecci est chanoine de la basilique Saint-Pierre à Rome. Il est élu évêque d'Orte et Civita Castellana en 1538 et transféré au diocèse de Sutri et Nepi. Il est vicaire général de Rome.
Mgr Cecci est créé cardinal par le pape Paul III lors du consistoire du 2 juin 1542.